# La Charce
La Charce est une commune française située dans le département de la Drôme en région Auvergne-Rhône-Alpes.

## Géographie

### Localisation
La Charce est un village du Diois, situé à 6 km de la Motte-Chalancon, près de la limite des Hautes-Alpes.

### Géologie et relief
Le Serre de l'Âne situé entre la Charce et La Motte-Chalancon est un site géologique important :
- Des strates de calcaire et de marne sont clairement visibles et forment un paysage remarquable.
- Le site devrait bientôt[Quand ?] se voir attribuer le titre de « clou d'or », référence internationale marquant la limite de la couche géologique du hauterivien (Jean-Luc NOTHIAS, Le Figaro du 19/8/2018 page 10).

### Hydrographie
La commune surplombe la vallée de l'Oule, affluent de l'Eygues.

### Climat
Pour des articles plus généraux, voir Climat d'Auvergne-Rhône-Alpes et Climat de la Drôme.
En 2010, le climat de la commune est de type climat méditerranéen altéré, selon une étude du CNRS s'appuyant sur une série de données couvrant la période 1971-2000. En 2020, Météo-France publie une typologie des climats de la France métropolitaine dans laquelle la commune est exposée à un climat de montagne ou de marges de montagne et est dans la région climatique  Alpes du sud, caractérisée par une pluviométrie annuelle de 850 à 1 000 mm, minimale en été. 
Pour la période 1971-2000, la température annuelle moyenne est de 11,2 °C, avec une amplitude thermique annuelle de 16,8 °C. Le cumul annuel moyen de précipitations est de 947 mm, avec 7,4 jours de précipitations en janvier et 5,1 jours en juillet. Pour la période 1991-2020, la température moyenne annuelle observée sur la station météorologique de Météo-France la plus proche, sur la commune de Bellegarde-en-Diois à 8 km à vol d'oiseau, est de 10,5 °C et le cumul annuel moyen de précipitations est de 1 016,9 mm,. Pour l'avenir, les paramètres climatiques de la commune estimés pour 2050 selon différents scénarios d'émission de gaz à effet de serre sont consultables sur un site dédié publié par Météo-France en novembre 2022.

## Urbanisme

### Typologie
Au 1er janvier 2024, La Charce est catégorisée commune rurale à habitat très dispersé, selon la nouvelle grille communale de densité à 7 niveaux définie par l'Insee en 2022.
Elle est située hors unité urbaine et hors attraction des villes,.

### Occupation des sols
L'occupation des sols de la commune, telle qu'elle ressort de la base de données européenne d’occupation biophysique des sols Corine Land Cover (CLC), est marquée par l'importance des forêts et milieux semi-naturels (64,7 % en 2018), en diminution par rapport à 1990 (79,1 %). La répartition détaillée en 2018 est la suivante : 
forêts (37 %), zones agricoles hétérogènes (35,3 %), espaces ouverts, sans ou avec peu de végétation (15,5 %), milieux à végétation arbustive et/ou herbacée (12,2 %). L'évolution de l’occupation des sols de la commune et de ses infrastructures peut être observée sur les différentes représentations cartographiques du territoire : la carte de Cassini (XVIIIe siècle), la carte d'état-major (1820-1866) et les cartes ou photos aériennes de l'IGN pour la période actuelle (1950 à aujourd'hui).

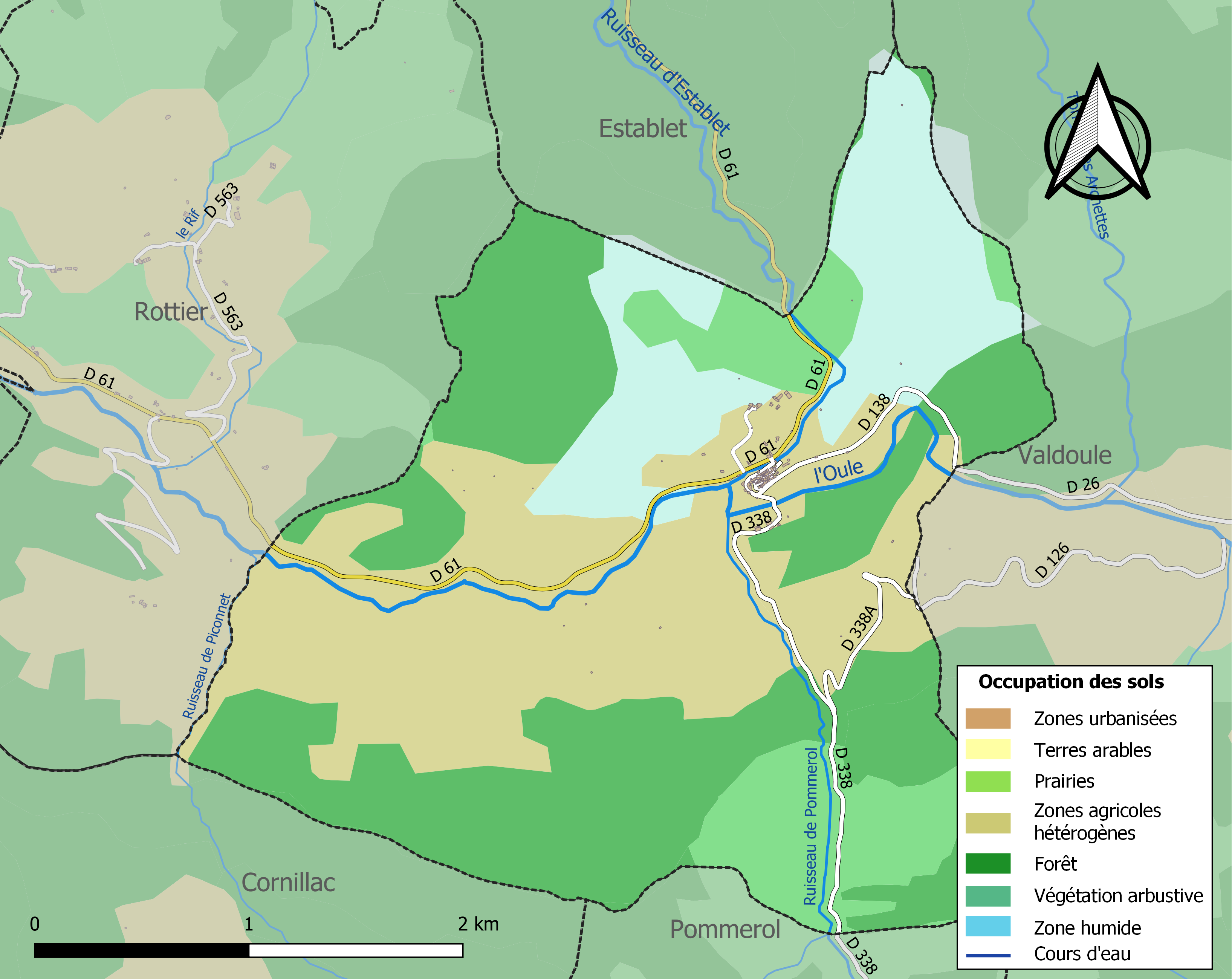
Carte des infrastructures et de l'occupation des sols de la commune en 2018 (CLC).

### Morphologie urbaine
Le vieux village est sur une butte rocheuse.

## Toponymie

### Attestations
Dictionnaire topographique du département de la Drôme :
- 1183 : mention de l'église Notre-Dame : Sancta Maria de Carcere (Masures de l'Isle Barbe, 118).
- 1220 : La Charcer (cartulaire de Die, 62).
- 1242 : mention de l'église Notre-Dame : Sancta Maria de Carceris (cartulaire de l'Isle Barbe).
- 1251 : Castrum Sanctae Mariae de Carcere / Carcerem (Masures de l'Isle-Barbe, 173).
- 1625 : Charssia (archives de la Drôme, E 4647).
- 1641 : La Charsse (pouillé de Gap).
- 1891 : La Charce, commune du canton de Rémuzat.

### Étymologie
Le nom « Charce » viendrait de carce signifiant « prison ». Certains en déduisent qu'il y eut des geôles en ce lieu[réf. nécessaire].
Certains pensent que le nom « Charce » viendrait de l'oronyme pré-indo-européen *cars désignant des reliefs calcaires et notamment leurs formes particulières d'érosion (cf. karst). On retrouve cette racine dans les villages de Charcier (Jura) et Charcenne (Haute-Saône) ainsi que dans le Charsac, petit ruisseau drômois[réf. nécessaire].

## Histoire
Pour un article plus général, voir Histoire de la Drôme.

### Du Moyen Âge à la Révolution
La seigneurie :
- La terre est du patrimoine des abbés de l'Isle-Barbe.
- Inféodée aux Mévouillon.
- Inféodée par les Mévouillon aux Isoard.
  - Les Reigners (héritiers des Isoard)
- 1305 : les Mévouillon vendent leurs droits de suzeraineté aux comtes de Provence.
- 1324 : la terre passe des Reyniers aux comtes de Provence .
- 1348 : les comtes de Provence vendent le tout aux Agoult.
- Passe (par mariage) aux Montauban (au XVe siècle[12])
- Vers la fin du XVIe siècle : passe aux La Tour-Gouvernet, derniers seigneurs.
  - René de La Tour Gouvernet fut fait marquis de la Charce par Louis XIII en mai 1619. Son arrière-petite-fille devait, sous le nom de Philis de la Tour du Pin de la Charce, illustrer à jamais le nom du pays, par sa belle conduite pendant la guerre contre le duc de Savoie en 1692[réf. nécessaire].

1542 (démographie) : quinze habitants.
Avant 1790, la Charce était une communauté du ressort du parlement et de l'intendance d'Aix, viguerie et recette de Sisteron, formant une paroisse du diocèse de Gap, dont l'église était dédiée à Notre-Dame, et dont les dîmes appartenaient au prieur de Saint-May.

### De la Révolution à nos jours
La commune de la Charce fait partie du canton de Rémuzat depuis 1790.

## Politique et administration

### Liste des maires
| Période                                  | Période  | Identité     | Étiquette | Qualité  |
| ---------------------------------------- | -------- | ------------ | --------- | -------- |
| Les données manquantes sont à compléter. |          |              |           |          |
| mars 1983                                | En cours | Laurent Haro | DVD       | Retraité |

## Population et société

### Démographie
L'évolution du nombre d'habitants est connue à travers les recensements de la population effectués dans la commune depuis 1793. Pour les communes de moins de 10 000 habitants, une enquête de recensement portant sur toute la population est réalisée tous les cinq ans, les populations de référence des années intermédiaires étant quant à elles estimées par interpolation ou extrapolation. Pour la commune, le premier recensement exhaustif entrant dans le cadre du nouveau dispositif a été réalisé en 2005.

En 2022, la commune comptait 24 habitants, en évolution de −31,43 % par rapport à 2016 (Drôme : +2,64 %, France hors Mayotte : +2,11 %).
| 1793 | 1800 | 1806 | 1821 | 1831 | 1836 | 1841 | 1846 | 1851 |
| ---- | ---- | ---- | ---- | ---- | ---- | ---- | ---- | ---- |
| 238  | 209  | 232  | 242  | 251  | 239  | 232  | 217  | 240  |

| 1856 | 1861 | 1866 | 1872 | 1876 | 1881 | 1886 | 1891 | 1896 |
| ---- | ---- | ---- | ---- | ---- | ---- | ---- | ---- | ---- |
| 204  | 189  | 180  | 190  | 188  | 181  | 162  | 129  | 127  |

| 1901 | 1906 | 1911 | 1921 | 1926 | 1931 | 1936 | 1946 | 1954 |
| ---- | ---- | ---- | ---- | ---- | ---- | ---- | ---- | ---- |
| 123  | 113  | 127  | 103  | 95   | 97   | 104  | 79   | 80   |

| 1962 | 1968 | 1975 | 1982 | 1990 | 1999 | 2005 | 2006 | 2010 |
| ---- | ---- | ---- | ---- | ---- | ---- | ---- | ---- | ---- |
| 52   | 46   | 47   | 38   | 36   | 48   | 43   | 44   | 30   |

| 2015 | 2020 | 2022 | - | - | - | - | - | - |
| ---- | ---- | ---- | - | - | - | - | - | - |
| 35   | 25   | 24   | - | - | - | - | - | - |

### Enseignement
La commune est rattachée à l'académie de Grenoble.

### Manifestations culturelles et festivités
- Fête : premier dimanche de septembre[12].

#### Loisirs
- Randonnées[12].
- Pêche et chasse[12].

## Économie
En 1992 : lavande, ovins, caprins.

## Culture locale et patrimoine

### Lieux et monuments
- Restes du château (classé IMH) du XVIe siècle : façade avec deux tours[12].
  - Le château du XVIe siècle se dresse sur un petit promontoire à la confluence de l'Oule avec l'Establet. Il a été le lieu de villégiature de Philis de La Charce, une héroïne du Dauphiné, qui, en 1692, aurait arrêté la progression des troupes du duc de Savoie[réf. nécessaire].
  - Il a conservé fort belle allure en retrouvant notamment sa toiture depuis son acquisition par la mairie de La Charce[réf. nécessaire].
- Tour situant la frontière entre Drôme et Hautes-Alpes[12].
- Église composite[12].

### Patrimoine naturel
- Détroit sauvage d'Establet[12].
- Vallée de l'Oule[12].

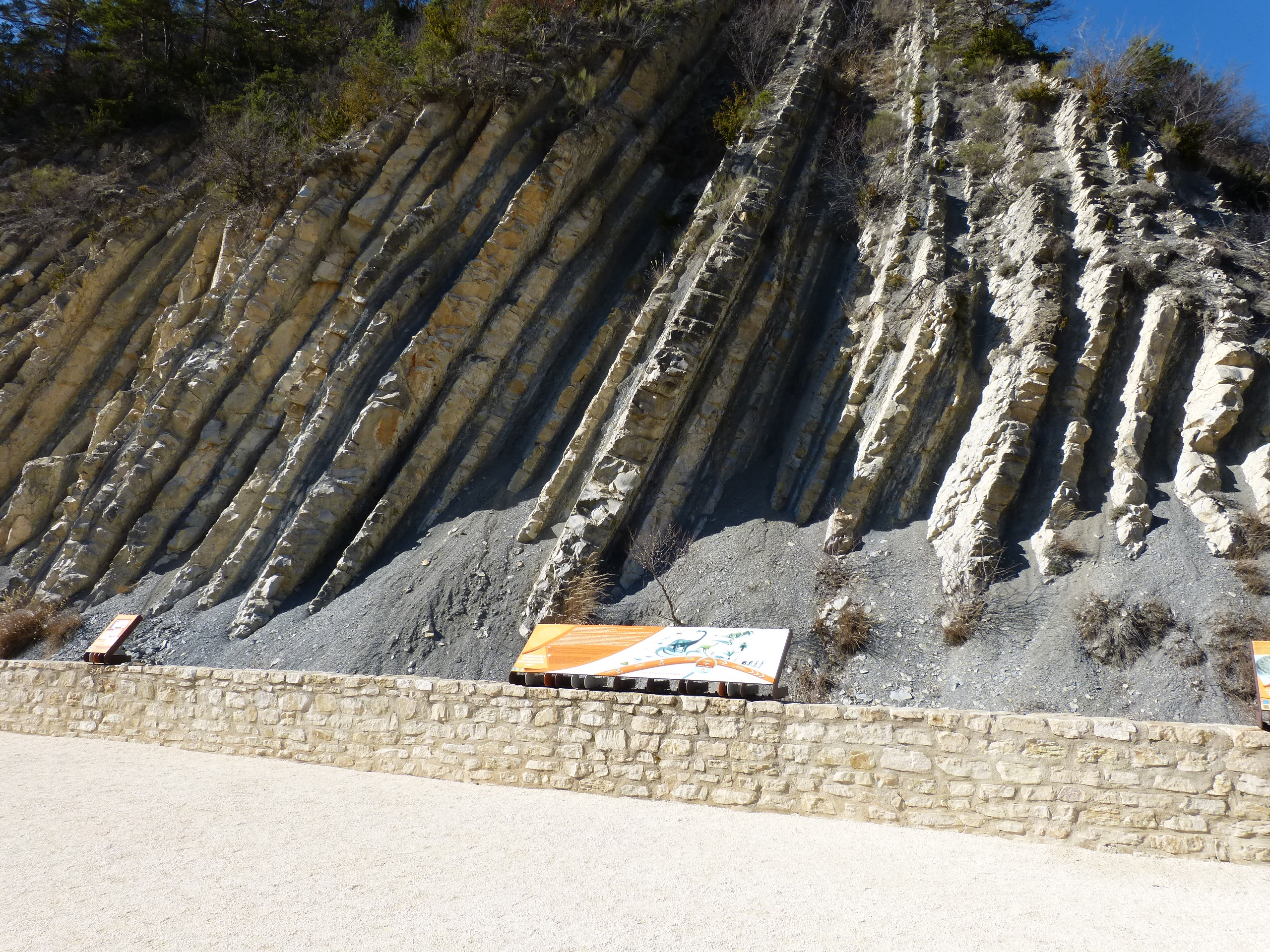

- Non loin de La Charce se trouvent les gorges de Pommerol, l'une des merveilles du Dauphiné, les falaises de Rémuzat et de Saint-May où les vautours ont été réintroduits récemment.

### Personnalités liées à la commune
- Philis de La Charce, la « Jeanne d'Arc » du Dauphiné[réf. nécessaire].

### Héraldique, logotype et devise
| Blason de La Charce | de sinople à un bourg de plusieurs maisons d'argent, ajourées de sable. |